# Урграбен
48°03′35″ пн. ш. 8°04′14″ сх. д. / 48.05969° пн. ш. 8.07051° сх. д.
Урграбен (нім. Urgraben) — колишній водогін на західному схилі Шварцвальду в землі Баден-Вюртемберг, Німеччина, перша споруда такого роду в середньовічній Центральній Європі
.
Побудований у 1280-ті роки водовід доставляв воду з південно-східного схилу гори Кандель до срібних копалень у маловодній долині Зуггенталь.
Штучний відкритий канал довжиною 15 км, прокладений з точним дотриманням ухилу 1/100, перетинав три вододіли між гірськими струмками, але біля Зуггенталю було пробито тунель.
У 1297 році рудник був розгромлений і затоплений ельзасцями й більше не відновлювався, а водогін, що його живив, занепав
.

## Будівництво

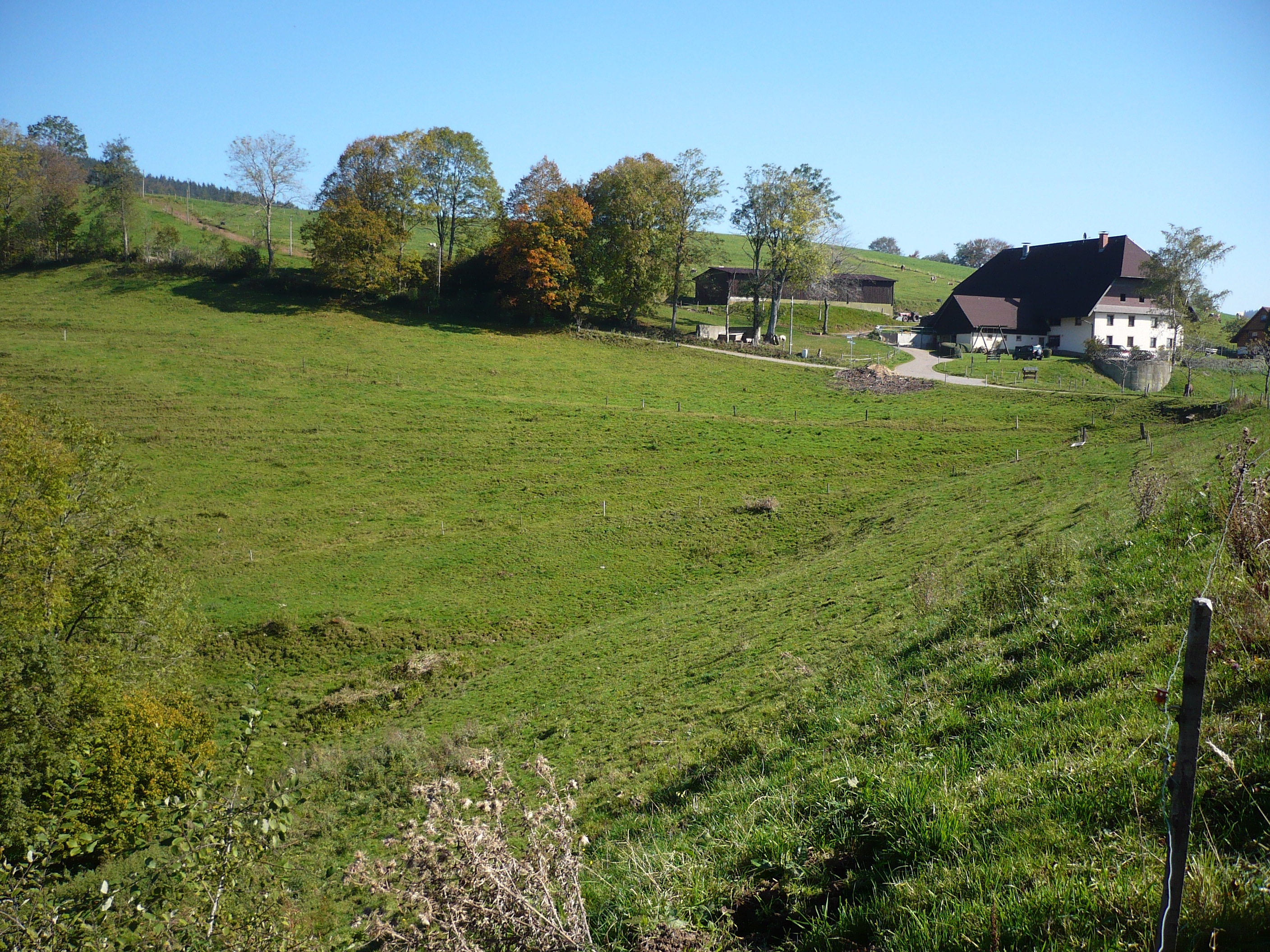
Яр біля маєтку Рор — траса колишнього водогону

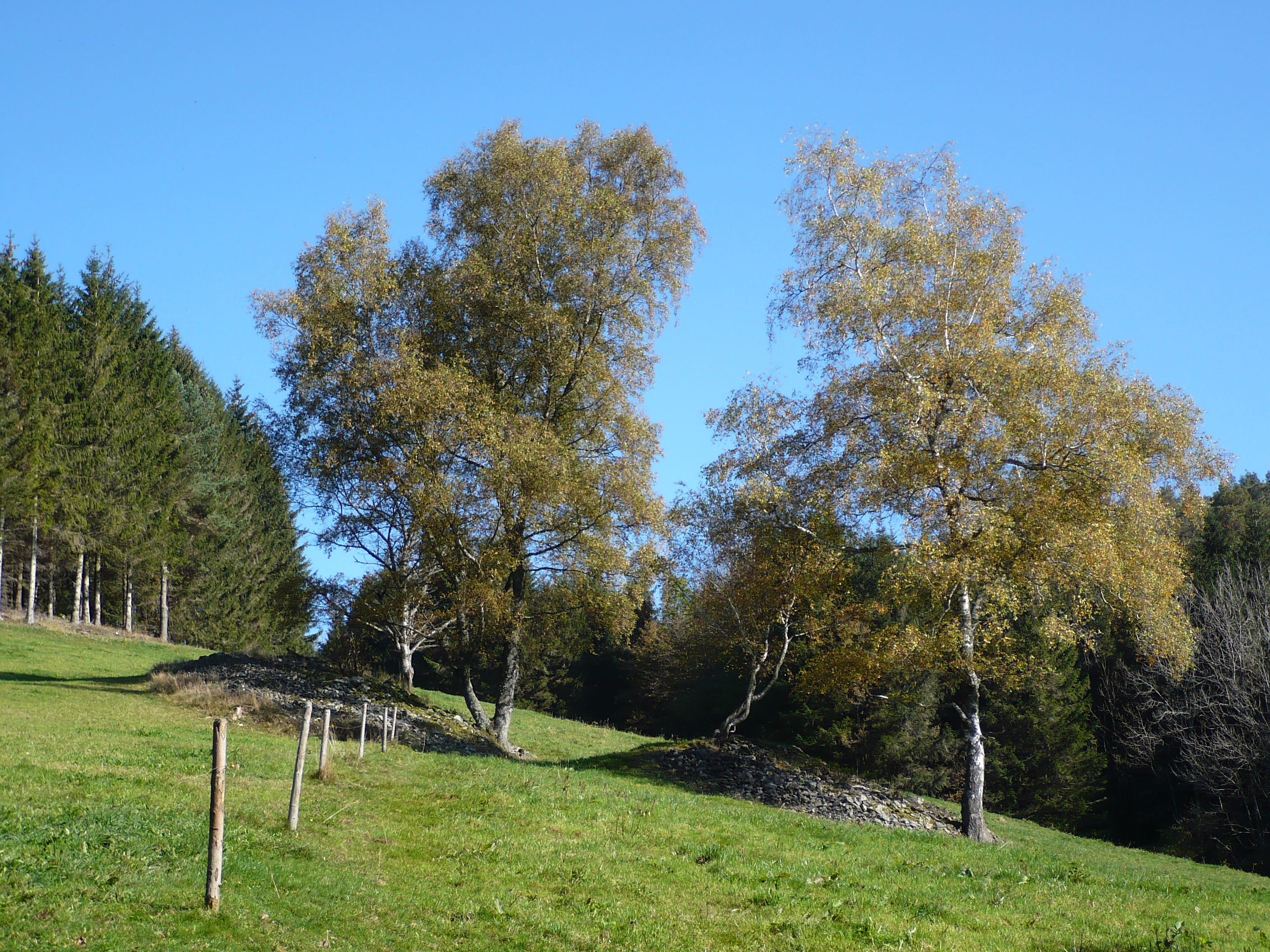
Залишки ділянки водогону, що використовується за призначенням ще на початку XX ст.

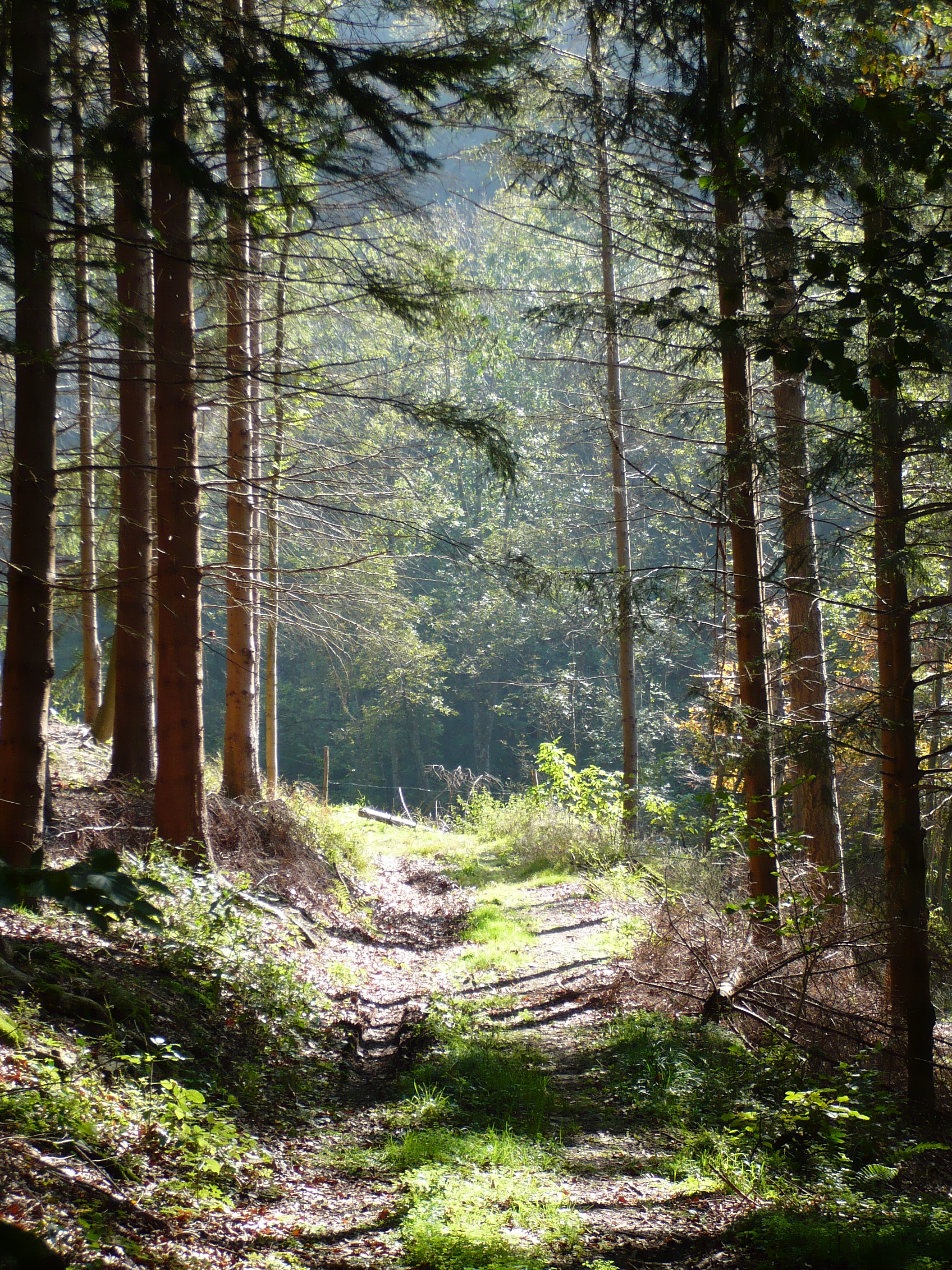
Туристська стежка вздовж ймовірної траси Урграбену

На початку XIII століття товариство заможних громадян Фрайбурга розпочало видобуток срібних руд у долині Зуггенталь, що приблизно за двадцять кілометрів на північний схід від міста.
На березі Ельця, на землях Шварценбергів-Шнабельбургів виникло шахтарське містечко Вальдкірх
.
Шахти постійно підтоплювалися підземними водами, які доводилося відкачувати вручну.
Відкачування можна було б механізувати за допомогою водяного колеса, але струмок Зугген був дуже маловодний для цього, а до річки Ельц було дуже далеко.
2 травня 1284 року засновники копальні та інженер-гідравлік Конрад Ротермеллін отримали дозвіл графа Фрайбурзького на будівництво каналу, що подає до копальні воду зі східних відрогів гори Кандель: для того, щоб відкачати воду з-під землі, потрібно було привести її в долину Зуггенталь
.
На відміну від графського патенту, що зберігається в архіві Баден-Вюртемберга
,
про саму споруду та функціонування водогону збереглися лише непрямі свідчення.
За оцінкою краєзнавця Андреаса Гаасіс-Бернера, землекопам довелося перемістити близько 30 тис. м³ ґрунту, а подекуди — і скельної породи.
Це приблизно відповідає 10 000 робочих змін, або ста робочим дням для загону із сотні землекопів.
За всієї невизначеності таких розрахунків, вважає Гаасіс-Бернер, вся надземна частина каналу могла бути виконана за один робочий сезон
.

## Розташування
Головний наземний канал протяжністю 15 км «витікає» зі струмка Цверибах (Zweribach), що існує досі, на південно-східному (далекому від Зуггенталя) схилі гори Кандель. Почавшись на позначці 1026 м, канал протікав річищем струмка Глоттер, а потім повертав на північ і далі на захід.
Штучне річище каналу мало ширину близько пів метра, а з боків були влаштовані невисокі земляні насипи завширшки два метри. На всьому протязі штучного русла підтримувався постійний ухил близько 1 % (перепад висот 1 метр на кожні 100 метрів довжини).
На позначці 980 м канал перетинав перший вододіл.
Маєток Рор, що зберігся на північ від містечка Санкт-Петер і веде до неї дорога Рор (нім. Rohr, труба) зберегли пам'ять про справжню трубу, в якій канал перетинав другий на своєму шляху вододіл на позначці 850 м.
Ще на початку XX століття частина каналу на захід від Рора використовувалася для живлення водяного млина.
Третій вододіл, поблизу Ліндлесдобелю (нім. Lindlesdobel), канал проходив у тунелі, опускаючись ще на сто метрів.
Четверта, і остання перешкода — гору Лузер (нім. Luser), що розділяла долини Глоттерталь і Зуггенталь, канал проходив у тунелі-штольні (нім. Rösche), опускаючись ще на 70 метрів.
У верхній (східній) частині долини Зуггенталь до 1960-х років існувала гребля і ставок — ймовірно, залишки накопичувального ставка давно не існуючого водогону
.
Підземні тунелі, якими протікала вода Урграбена, збереглися під шаром землі. Поверхневі ділянки каналу, за винятком млинового каналу на захід від Рора, повністю втрачені.

## Катастрофа 1297 року
Наприкінці XIII століття, лише через кілька років після введення в дію Урграбена, роботи на Зуггентальському руднику припинилися, а непотрібний більш водогін незабаром став непридатним.
На початок ХІХ століття пам'ять про події тих років зберігалася лише як легенд.
Потім у науковий обіг увійшла написана в 1777 р. робота Ісаака Трантенбаха, який стверджував, що в 1298 р. вибухнула катастрофічна буря, що затопила не тільки рудник, але всю долину Зуггенталь.
Робітники загинули, а затоплену копальню закинули.
На стіні цвинтарної каплиці в Зуггенталі, на рівні трохи нижче за підвіконня, збереглася «справжня» відмітка про рівень води в повінь 1298 р.
.
На думку Гаасіса-Бернера, Трантенбах повторив змішання двох історичних подій, що склалася в літературі XVI—XVIII століть в одну «повінь 1298 року». Повінь справді сталася, але в 1288 році. Рудник був затоплений, загинуло (за Іоанном Вінтертурським) 150 осіб. Видобуток срібла на якийсь час відновився, але в 1297 році ельзасці, які вторглися до Фрайбурга під керівництвом ландвойту Теобальда фон Пфірта, остаточно розгромили рудник
.
У 1566 р. в Зуггенталі почали плавити залізну руду, але, як і в XIII столітті, виробництво було обмежено браком води, і вже в 1575 р. припинилося
.